# Emberség Erejével Alapítvány
Az emberség erejével CUM VIRTUTE HUMANITATIS Alapítvány (röviden: Emberség Erejével Alapítvány) egy emberi jogi neveléssel, civil közösségek fejlesztésével foglalkozó magyarországi civil szervezet.

## Küldetése
Az Emberség Erejével Alapítvány az emberi jogok egyetemes nyilatkozata, az Emberi Jogok Európai Egyezménye és az Európai Unió Alapjogi Chartája alapelvei szerint végzi a munkáját. Küldetése, hogy szerepet vállaljon egy mindenki számára élhető, demokratikus társadalom létrejöttében. Emberi jogi szervezetként oktatási programokkal és civil szervezetek támogatásával foglalkoznak. A szervezet fő célja a társadalmi befogadás erősítése, az elnyomott, hátrányosan megkülönböztetett csoportok támogatása többek között többségi társadalom érzékenyítése által. Fontos értékei a nyitottság, közösség, cselekvés, autonómia és az emberség.

## Története
Az Emberség Erejével Alapítványt 2006-ban alapította egy pécsi orvos házaspár és több elkötelezett, Pécsen tanuló egyetemista fiatal azzal a céllal, hogy szervezett keretek között népszerűsítsék az  emberi jogok és a szolidaritás eszméit. Első emberi jogi nevelési programjait, pécsi általános és középiskolákkal együttműködve az alapítvány 2007-ben indította.
Az alapítvány 2010-ben kezdte támogatni a hátrányos helyzetű gyerekeket Pécs keleti, szegregálódó városrészében, Gyárvároson. A kezdeti iskola utáni szabadidős programokból, előbb a Menedék Ifjúsági Klub jött létre, majd 2013 tavaszán az Élmény Tár Tanoda. Az Élmény Tár 2020 őszétől önálló szervezeti formában folytatja esélyteremtő tevékenységét. A dél-dunántúli régió civil közösségeit támogató Erősödő Civil Közösségek programot 2017-ben hirdették meg. A támogatási program keretében 2020-ig évente 100 millió forintos nagyságrendű összegre pályázhatnak szervezetek és informális csoportok, Baranya, Somogy és Tolna megyében megvalósuló programokkal.

## Emberi jogi nevelés
Az Emberség Erejével Alapítvány 2007-ben indította el emberi jogi és demokratikus állampolgárságra nevelési programjait Pécsen és környékén. A módszertanban a hagyományos formák mellett helyet kapnak az alternatív lehetőségek, a digitális eszközök és a gamifikáció is. Olyan témákkal foglalkoznak, mint az esélyegyenlőség, a demokrácia, az aktív állampolgárság, a társadalmi felelősségvállalás, a szolidaritás, emellett olyan akut jelenségek tanórai feldolgozását is segítik, mint rasszizmus, iskolai erőszak, bullying, idegengyűlölet, álhírek. A programok a hatályos Nemzeti Alaptanterv ajánlása alapján készülnek.

### DEMO közéleti szimulátor
A DEMO közéleti szimulátor egy kooperatív stratégiai társasjáték. A játék során a játékosok sokféle társadalmi problémával kerülnek szembe, célja a szociális és állampolgári kompetencia fejlesztése. A játékosoknak közösségként kell működni, összedolgozni a társakkal és erőforrásokkal gazdálkodni. A társasjáték 2019-ben Invitel InnoMax-díjat kapott, a díj támogatásával otthon is kinyomtatható társasjátéktábla, a kártyákat, leírásokat, játékfolyamatot rögzítő applikáció készült.

### Dignity World
A Dignity World egy emberi jogokkal kapcsolatos honlap, ahol a különböző korosztályok számítógépes játékokon keresztül ismerkedhetnek meg a modern világ kihívásaival, az alapvető emberi jogokkal és a különböző társadalmakat érintő problémákkal.
A különböző témák szerint kategóriákba rendezett játékok között ügyességi, akció, stratégiai, szerepjáték, kvíz található. Egyes játékok szórakoztatóak, több az oktatást és a nevelést helyezi középpontba. S vannak kifejezetten frusztráló játékok is, mivel rendkívül hasonlítanak a valóságra: lehetetlen a hagyományos keretek között győzedelmeskedni, a játékmenet súlyos erkölcsi és morális döntések elé állíthatja a játékosokat.
Az Erasmus+ program keretében megvalósuló fejlesztésben a magyar résztvevők mellett észt, horvát, olasz és spanyol civilek vesznek részt. Az Attiva-Mente olaszországi szervezete a migráció és menekültek, a spanyolországi Asociación Cazalla Intercultural a genderkérdést, az Agencija Lokalne Demokracije Osijek Eszékről az aktív társadalom, míg az észt Seiklejate Vennaskond a rasszizmus és előítéletek megelőzésének kérdéskörét helyezi a középpontba. 

### egyMÁStan
Az alapítvány a Norvég Civil Támogatási Alap finanszírozásával valósított meg 8 hosszú távú emberi jogi nevelési folyamatot, különböző tantárgyak (erkölcstan, történelem, földrajz) keretében. A tematikákat és óravázlatokat összefoglaló segédanyag az „egyMÁStan” címe kapta. A nem-formális tanulási folyamatokat úgy alakították ki, hogy az iskolában is megvalósíthatók legyenek. 

## Erősödő Civil Közösségek
Az Emberség Erejével Alapítvány a Nyílt Társadalom Alapítványokkal együttműködésben, a Regionális Közösségi Központok Program keretében támogatási programot hirdet meg a dél-dunántúli régióban Baranya, Somogy és Tolna megye civil szerveződések, közösségek számára, mintegy 100 millió forintos keretösszeggel. Az Emberség Erejével Alapítvány a közösség, a nyitottság, a cselekvés, az autonómia és az emberi méltóság szellemében tette közzé az Erősödő Civil Közösségek pályázatot.
A program célja a közösségek, civil szervezetek autonómiájának szélesítése, valamint helyi  társadalmi problémák enyhítése. Cél az emberek és szerveződések közötti bizalom, kapcsolat és együttműködés erősítése, elsősorban a következő területek fejlesztésével:
- Érdekvédelem – az adott társadalmi csoport közösségi érdekeinek képviselete, a civil szervezetek érdekvédelmi funkciójának erősítése
- Állampolgári öntudat, demokrácia –  az általános közéleti passzivitás csökkentése, az aktivitásra való motiválással, új, helyi kezdeményezések létrejöttével
- Részvétel – az emberek bevonása, a civil szerveződések tagságának, önkéntesi és támogatói körének bővítése
- Nyilvánosság – a helyi és tágabb közösségek megszólítása, a civil kezdeményezések láthatóságának növelése, médiában való megjelenésük rendszeressé válása, a szervezetek saját kommunikációs felületeinek aktívabb, tudatosabb használata
- Függetlenség – a civil szervezetek központi költségvetésen keresztüli, pályázati rendszerektől való kiszolgáltatottságának mérséklése
- Együttműködés – civil közösségek, szakmai csoportok közötti hálózatok, partnerségek, szakmai platformok létrehozása, erősítése

- Támogató környezet, bázisépítés – a civil kezdeményezések támogatottságának növelése, civil tevékenység megbecsültségének emelése

### ECK I. ciklus 2018
A támogatott pályázatok közül 37 Baranya, 11 Tolna, és 12 Somogy megyében valósult meg. A támogatást kapott pályázók között 47 bejegyzett civil szervezet, 13 pedig informális közösség volt.

### ECK II. ciklus 2019
A támogatott pályázatok közül 36 Baranya, 13 Tolna, és 11 Somogy megyében valósult meg, 4 pedig több megyét átfogó, régiós projekt a Dél-Dunántúlon. A támogatást kapott pályázók között 50 bejegyzett civil szervezet és 14 informális közösség van. Az ECK I. ciklus támogatottjai közül 26 közösségi tevékenység vett részt az ECK programban. 

### ECK III. ciklus 2020
Az Erősödő Civil Közösségek III. ciklusa 2020 végén zárul. 

### Krízispályázat
Az Emberség Erejével Alapítvány a Regionális Közösségi Központok Program keretein belül, a 2020 márciusában kialakult krízishelyzetre reagálva pályázatot ír ki a Dél-dunántúli régió megyéiben (Baranya, Somogy és Tolna) működő civil közösségek segítésére.
A pályázat célja, hogy támogassa azokat a civil szervezeteket, informális csoportokat, amelyek segítséget kívánnak nyújtani a környezetükben a koronavírus terjedésének megelőzésével, a fertőzés kockázatának csökkentésével, a járványügyi vészhelyzetből adódó szociális, társadalmi, oktatási problémák kezelésével kapcsolatos programokkal. A pályázók az elnyert támogatást kizárólag a járványügyi vészhelyzettel összefüggő konkrét, helyi problémák közösségi összefogással megvalósuló kezelésére fordíthatták. A Krízispályázat keretében 11 civil közösség kapott támogatást.

## Emberség-díj
A civil kurázsit ünneplő, a helyi közösségek érdekében tevékenykedő civil csoportok és magánszemélyek bátor, elkötelezett munkáját elismerő regionális díjat 2020 márciusában ítélte oda az Emberség Erejével Alapítvány.
A díjra bárki jelölhet a dél-dunántúli régióból, tehát Baranya, Tolna és Somogy megyéből olyan magánszemélyt vagy civil szervezetet, akiről úgy gondolja, a közösségért tett példaértékű munkája elismerésre érdemes. Olyan embereket és szervezeteket díjaznak, akiknek fontosak az Emberség Erejével Alapítvány értékei, tehát munkájukat a közösség, a nyitottság, a cselekvés, az autonómia, az állampolgári öntudat és az emberi méltóság szellemében végzik.

### Az Emberség-díj 2020 nyertesei
- Magánszemély kategória: Zeller Judit
- Civil közösség kategória: a Pécsi Janus Pannonius Gimnázium magyartanári munkaközössége.

### A díj története
Az Erősödő Civil Közösségek program indulásakor Pécs MJV önkormányzata Páva Zsolt polgármester előterjesztésére az alapítványt támadó nyilatkozatot fogadott el 2017 decemberében. Az alapítvány elfogadhatatlannak nevezte a közgyűlés határozatát, amely szerintük valótlanságra és álhírekre épül, megkísérli a pécsiek manipulálását, és rosszindulatú támadás a pécsi civil közösségek ellen.

„Ma Magyarországon jelenség, hogy politikai erők következmények nélkül fogalmaznak meg hazugságokat civil szervezetekkel szemben, de ezt a gyakorlatot egy társadalmi szervezetnek sem szabad szó nélkül tűrnie.”

– Közlemény, 2019. május 22.

Az Emberség Erejével Alapítvány a Társaság a Szabadságjogokért segítségével beperelte az önkormányzatot. A Pécsi Ítélőtábla május végén elmarasztalta másodfokon Pécs Megyei Jogú Város Önkormányzatát, mint elsőrendű alperest az Emberség Erejével Alapítvány személyiségi jogainak megsértésében. A bíróság az önkormányzatot 250.000 Ft sérelemdíj megfizetésére, illetve hivatalos közlemény kiadására kötelezte.
Mivel a másodfokú bíróság csak egy alperest marasztalt el, az alapítvány 2019 szeptemberében felülvizsgálati kérelemmel fordult a Kúriához. A Kúriát arra kérték, helyezze hatályon kívül a jogerős ítéletet, s állapítsa meg a pécsi önkormányzat mellett a többi alperes, Páva Zsolt és Hoppál Péter teljes fokú felelősségét, bírói döntés tiltsa el őket a további jogsértéstől, majd kötelezze őket az alpereseket a jogsértő nyilatkozathoz hasonló terjedelmű és nyilvánosságú bocsánat kérésére, illetve sérelemdíj megfizetésére.
A 2019-es választások utáni új pécsi önkormányzat 2019. november 15-én visszavonta a szóban forgó nyilatkozatot.

## Külső hivatkozások
- Emberség Erejével Alapítvány
- Erősödő Civil Közösségek program